# Ida Mett

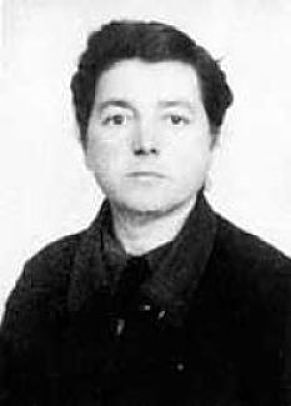
Ida Mett

Ida Lazarévitch-Gilman (* 20. Juli 1901 in Smarhon bei Minsk, als Ida Gilman; † 27. Juni 1973 in Paris), bekannt als Ida Mett, war eine russische Revolutionärin und kommunistische Anarchistin.

## Biographie
Ida Gilman wurde am 20. Juli 1901 in Smarhon (russ. Smorgon) im zaristischen Russland (heute Weißrussland) geboren. Ihr Vater war ein Kleiderhändler und sie hatte viele Geschwister. Nach ihrem Studium der Medizin ging Ida Mett nach Moskau, wo sie während der Oktoberrevolution von 1917 in Kontakt mit der anarchistischen Bewegung kam. 1924 wurde sie vom neuen bolschewistischen Regime mit dem Vorwurf „antisowjetischer Aktivitäten“ unter Arrest gestellt, über Polen und Berlin gelangte sie auf ihrer Flucht 1925 nach Paris. Zusammen mit Volin, Peter Arschinoff und Nestor Machno gab sie die Zeitschrift Dielo Truda heraus. Die Gruppe um Machno und Arschinoff veröffentlichte eine im Oktober 1926 von Letzteren verfasste Organisationsplattform, die eine Reorganisation der anarchistischen Bewegung einleiten sollte, die aber eine zunehmend erbitterte Diskussion in der anarchistischen Bewegung auslöste und von einigen als Verrat an den freiheitlichen Prinzipien des Anarchismus und als eine Art von „Anarcho-Bolschewismus“ gesehen wurde. Volin und andere bekannte Anarchisten, wie z. B. Alexander Berkman, Rudolf Rocker und Errico Malatesta, lehnten die Plattform ab.
In der Gruppe von Dielo Truda lernte Ida Mett ihren Lebensgefährten Nicolas Lazarevitch kennen, mit dem sie La Liberation Syndicale herausgab. Diese Aktivitäten führten 1928 dazu, dass beide aus Frankreich ausgewiesen wurden. Sie gingen nach Belgien, wo Nicolas Lazarevitch, Sohn russischer Eltern, bei Lüttich geboren worden war. In Belgien lernten beide die spanischen Anarchosyndikalisten Francisco Ascaso und Buenaventura Durruti kennen, auf deren Einladung Mett, Lazarevitch und Volin 1931 längere Zeit in Spanien verbrachten. Ida Mett berichtete in der Zeitschrift La Révolution prolétarienne, herausgegeben von Pierre Monatte, über ihre Erlebnisse im vorrevolutionären Barcelona.
1936 kehrten Mett und Lazarevitch illegal nach Frankreich zurück, wo Ida Mett 1938 ihr berühmtes Buch La Commune de Cronstadt (dt. Die Kommune von Kronstadt, 1971) über den Kronstädter Matrosenaufstand schrieb. 1940 folgte die Inhaftierung in Frankreich. Mit Hilfe ihres Freundes Boris Souvarine gelang es ihnen, mit dem Sohn Marc als unter Beobachtung stehende Flüchtlinge in Frankreich zu bleiben. Von 1948 bis 1951 arbeitete Ida Mett als Ärztin in einer Heilklinik für jüdische Kinder. Bis zu ihrem Lebensende arbeitete sie in der Chemischen Industrie als technische Übersetzerin.
Die Zeit der Besetzung Frankreichs durch Nazi-Deutschland und der Zweite Weltkrieg verzögerten die Herausgabe ihres Buches über Die Kommune von Kronstadt um zehn Jahre, bis es in der Edition Spartacus 1948 in Paris erscheinen konnte.

## Werke
- Ida Mett, Johannes Agnoli, Cajo Brendel: Die revolutionären Aktionen der russischen Arbeiter und Bauern: Die Kommune von Kronstadt. Karin Kramer Verlag, Berlin 1974, ISBN 3-87956-009-9